# حيوانات المغرب المنقرضة
يمثل كل نوع من أنواع الحيوان جزءاً مهماً من النظام الطبيعي الفريد . فالحيوانات تساعد على بناء الحياة، حيث تُمثل غذاءً للبشر وللنباتات. وهي في الوقت نفسه تحفظ التوازن الطبيعي، لأنها تتغذى على الحيوانات الأخرى والنباتات . وهذا التوازن مهم في الطبيعة، ويُسمى دورة الحياة.
وقد لا يستطيع البشر الحياة دون مساعدة الحيوانات . فالدور الذي تؤديه في حفظ التوازن الطبيعي، يُعد خدمة مقدرة للبشرية . فضلاً عن أن الحيوانات تمد الإنسان بعدد من الأغذية المختلفة، مثل اللحوم والألبان والبيض والعسل، والمنتجات المفيدة مثل الصوف والفراء والحرير.
وقد أحدث الإنسان منذ آلاف السنين تغييرات في عالم الحيوان، حين استأنس العديد من أنواعها واستغلها في إنتاج الأغذية والملابس المختلفة .
كما قتل أو شرد الحيوانات التي كانت تهاجم أو تعوق استصلاح الأراضي. أما اليوم فالإنسان يسعى لحماية العديد من أنواع الحيوانات، التي عرضوها من قبل لخطر الانقراض.

## سعدان العالم القديم
المكاك البربري أو " زعطوط " كما يطلق عليه المغاربة بالأمازيغية، ويطلق عليه العلماء اسم Macaca sylvanus هو الوحيد من بين القردة الذي استطاع الصمود في وجه التغيرات البيئية والبقاء في القارة الأفريقية حتى يوم الناس هذا، كما أنه النوع الوحيد، من بين قردة المكاك الأخرى، الذي ليس له ذيل ويعيش خارج قارة آسيا، إذ إن أنواعًا أخرى كانت تعيش خلال زمن مضى في مواطن طبيعية شاسعة تمتد من شرق آسيا حتى شمال غربي أفريقيا . يعيش اليوم المكاك البربري بأعداد محدودة في الأطلس والريف، وموطنه المناطق الصخرية والخضرة غير المأهولة بالزراعة كغابات الأرز والبلوط، وهو حيوان نهاري يقسم وقته بالتساوي بين الشجر وعلى الأرض، وبسبب ذكائه وقدرته على التعلم السريع وتقليد سلوك الإنسان أصبح "زعطوط " سيد الحلقة في جامع الفنا بمراكش، وقد تم اصطياد أعداد كبيرة منه بهدف الاستعراض والتسلية .كما عمل المغرب على دعم الولايات المتحدة الامريكية في حرب الخليج الثانية ضد الرئيس السابق صدام حسين، أو ماسميت آنذاك عملية عاصفة الصحراء، بإرسال 2000 قرد بربري، وقد استعملت هذه القردة في تأمين الطريق للجنود من حقول الألغام التي أودت بحياتها .

## أسود الأطلس المنقرضة
تعرف أيضًا بأسماء مختلفة كالأسد النوبي والأسد البربري، ويعتقد أن هذه السلالة قد انقرضت من البرية في أوائل 1940، وبقيت أعداد قليلة حول العالم في الأسر لا تتجاوز المئة يحتفظ بها في الحدائق والسيركات، كما أن هناك العديد من الناس والمؤسسات يزعمون أنهم يمتلكون أسود بربرية، أما في المغرب فقد ارتفع عدد أسود الأطلس بالحديقة الوطنية الدار البيضاء، ففي سنة 2011 عرفت ولادة ثلاثة أشبال وفي السنة التالية اغتنت الحديقة بشبلين جدد ليتعدى عدد الأسود حاليًا الثلاثين .وقد طالب نشطاء بإرجاع هذه الحيوانات إلى موطنها الأصلي ( البرية )، بعد أن دام الاعتقاد بانقراض أسد الأطلس، لأكثر من نصف قرن، قبل أن يتبرع القصر الملكي المغربي بزوجين من أسد الأطلس، كانا ينعمان بالرعاية وسط تكتم شديد، ليجري التبرع بهما لصالح حديقة الحيوان بالرباط بعد تشييدها .وأسود الأطلس من أكبر سلالات الأسود إجمالاً، حيث تزن الذكور من 180 إلى 270 كيلوجرامًا، والإناث من 100 إلى 180 كيلوجرامًا وهي بذلك تقارب الببور البنغالية في الحجم .كانت أسود الأطلس "البربرية " من ضمن الوحوش التي استقدمها الرومان للقتال، وكانوا ينقلون الأسود من شمال أفريقيا إلى روما بأقفاص مغلقة تمامًا ويسجوننها لأيام عديدة بلا طعام لتصبح أكثر شراسة ومن ثم يطلقونها على المجرمين المحكوم عليهم بالإعدام - بما فيهم المسيحين في ذاك الوقت - واستخدمت أيضًا في حلبات المجالدة .

## الفنك أو ثعلب الصحراء
حيوان قارت؛ آكل لكل شيء وليلي النشاط، وهو نوع من الثعالب، يعتبر من أصغر فصيلة الكلبيات جميعها، يعيش الفنك في الصحراء وله عادات غير مألوفة عند باقي أنواع الثعالب المنتمية لهذا الجنس، بحث يعيش في مجموعات عكس باقي الثعالب الانفرادية، وهو على شفير الانقراض بسبب غلاوة فروه الناعم . ويمتلك الفنك 32 زوجًا من الصبغيات، فيما تمتلك باقي الثعالب ما بين 35 و 39 صبغية؛ وقد أدّى هذا الأمر إلى وجود تصنيفين لهذا الحيوان، أحدهما يصنفه على أنه من الثعالب الحقيقية ويضع له الاسم العلمي " Vulpes zerda "، بينما الآخر يصنفه على أنه يشكل جنسًا خاصًا به هو جنس الفنك ويكون اسمه العلمي بالتالي " Fennecus zerda 

## غزال السهل
هي السلالة الوحيدة من غزلان دوركاس التي تتواجد بالمغرب، وهو أحد أصغر أنواع الغزلان، يرجح العلماء أن هذه الفصيلة من ثنائيات الأقدام مهددة بالانقراض، بسبب كثرة الصيد وقد لاحظ السكان المحليون قدوم العديد من السيارات الرباعية الدفع أصحابها معظمهم من الخليج من أجل الاستمتاع بصيد هذه الحيوانات. تسكن هذه الغزلان الأراضي العشبية والسهوب في المغرب، وتميل لتفادي المناطق الرملية، أما عن الأعداد المتبقية من غزلان السهل فهي غير معروفة، ويقدر عدد غزلان دوركاس من 35 ألف إلى 40 ألف غزال، تعيش في جنوب لبنان، سوريا، الوديان في كل من فلسطين، ليبيا، شمال مصر، والأردن، بالإضافة إلى المناطق الجبلية الصحراوية وشبه الصحراوية في الجزائر.

## سنجاب أرض الأطلس
هو سنجاب أرضي يمكن التعرف عليه بسهولة بسبب أذنيه الصغيرتين جدًا وفروته الذهبية اللون كرمال الصحراء، والخطوط السوداء على ظهره طولاً مع خطوط بيضاء في الطول أيضًا، يطلق عليه سكان جبال الأطلس بالأمازيغية اسم " أنزيض " ومؤنثه " تانزيضت ." حسب " الاتحاد العالمي للحفاظ على الطبيعة " ( IUCN ) فإن السنجاب البربري لا يعيش إلا في المغرب والجزائر وجزر الكناري التابعة حاليا لإسبانيا، ويصنف الاتحاد هذا السنجاب في القائمة الحمراء للأنواع المهددة بالانقراض، كما يجدر بسلطات الدول التيتحمي السنجاب البربري وتراقب استغلاله على مستواها الوطني أن تطلب إدماجه في الملحق الثالث من اتفاقية واشنطن، المتعلقة بالتجارة الدولية بالأنواع الحيوانية أو النباتية غير الأليفة المهددة بالانقراض .

## خلاصة
يجدر بالذكر إلى أن بعض هذه الحيوانات المذكورة أعلاه ليست منقرضة بالكامل وإنما نقص عددها بشكل كبير خاصة في الآونة الأخيرة.